# Abbey River
Abbey River är ett vattendrag i Storbritannien.   Det ligger i grevskapet Surrey och riksdelen England, i den södra delen av landet, 28 km väster om huvudstaden London.